# Protorthemis woodfordi
Protorthemis woodfordi är en trollsländeart som först beskrevs av Kirby 1889.  Protorthemis woodfordi ingår i släktet Protorthemis och familjen segeltrollsländor. IUCN kategoriserar arten globalt som livskraftig. Inga underarter finns listade i Catalogue of Life.